# ميقونة ثنائية الطيات
ميقونة ثنائية الطيات (الاسم العلمي:Mucuna biplicata) هي نوع من النباتات تتبع جنس الميقونة من الفصيلة البقولية.